# Игор Кокошков
Игор Кокошков (Банатски Брестовац, 17. децембар 1971) јесте српски кошаркашки тренер. Тренутно је тренер Анадолу Ефеса.
Кокошков је постао први стални тренер изван САД и Канаде који је радио у НБА лиги (водећи Финикс сансе), а пре тога је био први страни помоћни тренер у НБА, први страни помоћни тренер који је дошао до шампионске титуле (с Детроит пистонсима) као и први страни тренер који је био део НБА ол-стар утакмице.
Као селектор је довео репрезентацију Грузије први пут до Европског првенства, а водећи репрезентацију Словеније је освојио Европско првенство 2017. Био је и селектор репрезентације Србије од 2019. до 2021.

## Играчка каријера
Игор Кокошков потиче из спортске породице. Његов отац Стефан био је фудбалер ФК Вождовца, па је и сам Игор прво почео да тренира фудбал. Ипак убрзо је променио спорт и почео да тренира у школи кошарке Војвода Степа. На позив Бранислава Рајачића, као кадет Војводе Степе, прелази у јуниоре КК Црвена звезда. У јуниорима Звезде је играо са 2-3 године старијим играчима, а саиграчи су му били Неша Илић и Саша Обрадовић.
Након завршетка средње школе Игор одлази на служење војног рока. Служио је у војној полицији у Нишу. Тамо је доживео саобраћајну несрећу где му је настрадао скочни зглоб и колено. Провео је 11 месеци по болницама и имао четири операције, након чега је одлучио да заврши играчку каријеру.

## Тренерска каријера

### Клубови
Тренерску каријеру је почео у ОКК Београду. Ту је почео да ради са кадетима и јуниорима а убрзо је и постао помоћник у првом тиму да би са 24 године постао први тренер екипе и тако постао најмлађи тренер у СР Југославији. Касније је почео да ради у КК Партизан где је радио у кадетској и јуниорској селекцији а упоредо је и радио у млађим категоријама репрезентације Југославије. Радио је и у КК Торлак из Београда.
Средином деведесетих година Кошаркашки савез је послао двојицу тренера на усавршавање у САД, а један од њих је био и Игор Кокошков. Тада је провео два месеца на универзитету Конектикат код тренера Џима Калхуна. Касније док је био у посети универзитету Дјук упознао је Квина Снајдера тада асистента Мајка Крижевског који је био главни тренер Дјука. Када је Снајдер 1999. године преузео место главног тренера универзитета Мисури он је позвао Кокошкова да му буде асистент. Тако је Кокошков постао први неамерички тренер у колеџ кошарци. Мисури тајгерси су у тој сезони остварили скор 18-13, без учешћа у „мартовском лудилу“. Њихови најбољи играчи били су каснији НБА плејмејкер Кејон Дулинг, као и леворуки шутер Карим Раш, такође НБА играч који је играо и у Европи за Лијетувос ритас.
Кокошков је 2000. године постао помоћни тренер Лос Анђелес клиперса, и тако постао први странац на тој позицији у историји НБА. Из Лос Анђелеса је 2003. године отишао у Детроит пистонсе, где је био асистент Лерију Брауну и освојио НБА прстен 2004. године. У лето 2008. године прелази у Финикс сансе, где је чак пет година био први помоћник. У међувремену је добио и америчко држављанство 2010. године. Једно време провео је и као помоћни тренер у Кливленд кавалирсима и у Орландо меџику, да би потом од 2015. до 2018. године поново сарађивао са Квином Снајдером овога пута у Јути џез.
Почетком маја 2018. године Финикс санси су именовали Кокошкова за првог тренера тима. Тако је Кокошков, постао први главни тренер неког НБА тима који је рођен у Европи и уједно први Србин који води НБА тим. Кокошков је са екипом Финикса регуларни део сезоне 2018/19. завршио са скором 19-63, што је био најлошији резултат на Западу а уједно и најлошији учинак у историји ове франшизе. Дана 23. априла 2019. је добио отказ од стране Финикса. У јуну 2019. године је постао помоћни тренер у Сакраменто кингсима.
Кокошков је у јулу 2020, после 20 година, напустио Северну Америку и вратио се у европску клупску кошарку, потписавши уговор са Фенербахчеом. На клупи турског клуба заменио је Жељка Обрадовића, а уговор је потписао на три године. Под вођством Кокошкова, Фенербахче је регуларни део Евролиге, у сезони 2020/21, завршио са скором 20-16. То је било довољно за 7. место на табели и пласман у четвртфинале где је противник био московски ЦСКА, који је елиминисао Фенербахче резултатом 3:0 у победама. У првенству Турске, екипа Игора Кокошкова је након регуларног дела сезоне заузела друго место са скором 22-8. Након тога, Фенербахче је у четвртфиналу елиминисао Дарушафаку, у полуфиналу Каршијаку, да би у финалној серији био поражен од Анадолу Ефеса резултатом 3:0 у победама. Кокошков је 27. јула 2021. споразумно раскинуо уговор са Фенербахчеом.
Дана 31. августа 2021. године, Кокошков је званично представљен као помоћни тренер Џејсона Кида у Далас мавериксима. Дана 6. јула 2022. године, Кокошков је именован за новог асистента у Бруклин нетсима. Дана 15. јуна 2023. године, постао је нови помоћни тренер у Атланта хоксима.

### Репрезентације
Био је помоћни тренер репрезентације Србије и Црне Горе на Олимпијским играма у Атини 2004. и Евробаскету 2005.
Од 2008. до 2015. године био је селектор кошаркашке репрезентације Грузије.
У јануару 2016. постављен је на место селектора кошаркашке репрезентације Словеније. Под вођством Кокошкова, Словенија је освојила историјско злато у финалу против Србије на Европском првенству 2017. године.

#### Србија
Кокошков је 20. новембра 2019. именован за новог селектора кошаркашке репрезентације Србије. Дебитовао је као селектор 20. фебруара 2020. на гостовању Финској у квалификацијама за Европско првенство 2022. Србија је победила резултатом 80:58. Три дана касније, у другом колу квалификација, Кокошков је са Србијом поражен од Грузије (90:94) у Хали Александар Николић. У наредној рунди квалификација, 28 новембра 2020, Кокошков је доживео нови пораз, овога пута на гостовању у Швајцарској (92:90). Два дана касније у Београду је поново савладана Финска (75:66). У фебруару 2021. Србија се реванширала Грузији и убедљиво славила на гостовању у Тбилисију (92:66), мада Кокошков због обавеза у Евролиги није водио овај меч, већ његов помоћник Дејан Милојевић. У последњој рунди квалификација је савладана Швајцарска (88:81). Кокошков се тако са скором 4-2 пласирао са Србијом на Европско првенство 2022.
Кокошков је затим водио репрезентацију Србије на квалификационом турниру за Олимпијске игре у Токију. Турнир се одржавао у београдској Хали Александар Николић од 29. јуна до 4. јула 2021. Србија је редом савладала Доминиканску Републику (94:76), Филипине (83:76), Порторико (102:84) али је у одлучујућој утакмици за одлазак на Олимпијске игре поражена од Италије (95:102).
Дана 14. септембра 2021. године, Кошаркашки савез Србије и Игор Кокошков су споразумно раскинули уговор.

## Лични живот
Кокошков је био учесник тешке саобраћајне несреће 1990. године због које је морао превремено да оконча своју играчку каријеру.
Кокошков и његова супруга Патриша су у браку од 2009. године. Имају двоје деце, сина Луку и кћерку Елину.
Грузијски председник Михаил Сакашвили је 18. децембра 2011. године одликовао Кокошкова националним орденом.

## Статистика

### Државни тимови
| Година             | Земља              | Турнир                                    | Позиција | ОУ | П  | И  |
| ------------------ | ------------------ | ----------------------------------------- | -------- | -- | -- | -- |
| 2009.              | Грузија            | Европско првенство — дивизија Б           | 1        | 10 | 9  | 1  |
| 2010.              | Грузија            | Квалификације за Европско првенство 2011. | 2        | 8  | 5  | 3  |
| 2011.              | Грузија            | Европско првенство 2011.                  | 11       | 8  | 2  | 6  |
| 2012.              | Грузија            | Квалификације за Европско првенство 2013. | 2        | 8  | 6  | 2  |
| 2013.              | Грузија            | Европско првенство 2013.                  | 17       | 5  | 1  | 4  |
| 2014.              | Грузија            | Квалификације за Европско првенство 2015. | 1        | 6  | 4  | 2  |
| 2015.              | Грузија            | Европско првенство 2015.                  | 15       | 6  | 2  | 4  |
| 2016.              | Словенија          | Квалификације за Европско првенство 2017. | 1        | 6  | 6  | 0  |
| 2017.              | Словенија          | Европско првенство 2017.                  |          | 9  | 9  | 0  |
| Европско првенство | Европско првенство | Европско првенство                        | 5/5      | 34 | 20 | 14 |

### Главни тренер у НБА
|  | означава сезону када осваја НБА титулу |

| Тим      | Година   | У  | ПОБ | ПОР | УС%  | Пласман | ПУ | ППОБ | ППОР | ПУС% | Пласман у плеј-офу |
| -------- | -------- | -- | --- | --- | ---- | ------- | -- | ---- | ---- | ---- | ------------------ |
| Финикс   | 2018/19. | 82 | 19  | 63  | .232 | 5       | —  | —    | —    | —    | —                  |
| Каријера | Каријера | 82 | 19  | 63  | .232 |         | —  | —    | —    | —    | —                  |

## Успеси
Словенија
- Европско првенство:  2017.